# Jean Botrot
Jean Botrot, né le 10 décembre 1904 à Vannes-sur-Cosson (Loiret) et mort le 23 février 1977 à Tours, est un journaliste français du XXe siècle.
Il est lauréat du prix Albert-Londres en 1936 pour un reportage sur la progression du nazisme.

## Carrière
Jean Botrot a été rédacteur au quotidien Le Journal  (sur une période de 13 années, allant de 1925 à 1937,) et a écrit de nombreux articles dans La Nouvelle République du Centre-Ouest.
En 1928, il épouse Françoise Dumont-Wilden, fille de Louis Dumont-Wilden (journaliste, essayiste et critique belge (1875 – 1963)).
Il a décrit dans la période préhitlerienne la montée d’Hitler au pouvoir.
En 1934, il participe à une tentative d'organisation des grands reporters, l'Association française du grand reportage.
En 1936, à 32 ans, il a déjà parcouru l’Italie, la Tchécoslovaquie, la  Hongrie, la Suisse, la Roumanie, la Pologne, la Grèce, la Belgique et l’Allemagne. Le 16 mai 1936, il reçoit  le Prix Albert-Londres (il est alors le 4e lauréat pour ce jeune prix décerné pour la première fois en 1933).
En 1937, il faillit devenir Secrétaire Général de la Comédie-Française, mais retira finalement sa candidature au profit de Robert Cardinne-Petit (un de ses collègues au quotidien Le Journal).
Durant la période de 1944 à 1947, Jean Botrot sera le dernier à se voir confier la Direction des services français de l'information à l'étranger (au sein du Ministère ou Secrétariat de l'Information) jusqu'à l'automne 1947 (fermeture de cette Direction),.
Il écrit plusieurs ouvrages, dont certains dans les années 1950.

## Relations
Jean Botrot a établi des relations et des travaux avec ses contemporains, parmi lesquels on peut retenir:
- Ami d'enfance ou de collège de Jean Zay[8].
- Il devient le gendre de Louis Dumont-Wilden[6] (journaliste, essayiste et critique Belge (1875 – 1963)) en épousant sa fille Françoise en 1928.
- 1930 : pièce de théâtre Terre d'Israël [3], auteur avec Édouard Helsey (grand reporter français[10], membre du jury du Prix Albert-Londres).
- Correspondance: Lettre [3] de Jean Botrot à René Jeanne.
- En relation avec Joseph Kessel, qui fut membre du jury du Prix Albert-Londres qui élut Jean Botrot en 1936.
- Collègue de Robert Cardinne-Petit au quotidien Le Journal[8].

## Publications
- Jean Botrot, Le centenaire de l'indépendance grecque, vol. n°5, Larousse, coll. « Voyages à travers l'actualité mondiale », janvier 1930, 34 p.
- Jean Botrot, Le Péché d'orgueil, Mercure de France, janvier 1956 (ISBN 2-7152-0864-2, présentation en ligne)
- Jean Botrot, Une Allemagne toute neuve, Grasset, 1957, 257 p.